# Kirchenmusikschule Hannover
Die Kirchenmusikschule Hannover oder auch Kirchenmusikschule der Evangelisch-lutherischen Landeskirche Hannover sowie Landeskirchenmusikschule war eine im 20. Jahrhundert in der niedersächsischen Landeshauptstadt Hannover betriebene Musikschule zur Förderung der Kirchenmusik.

## Geschichte

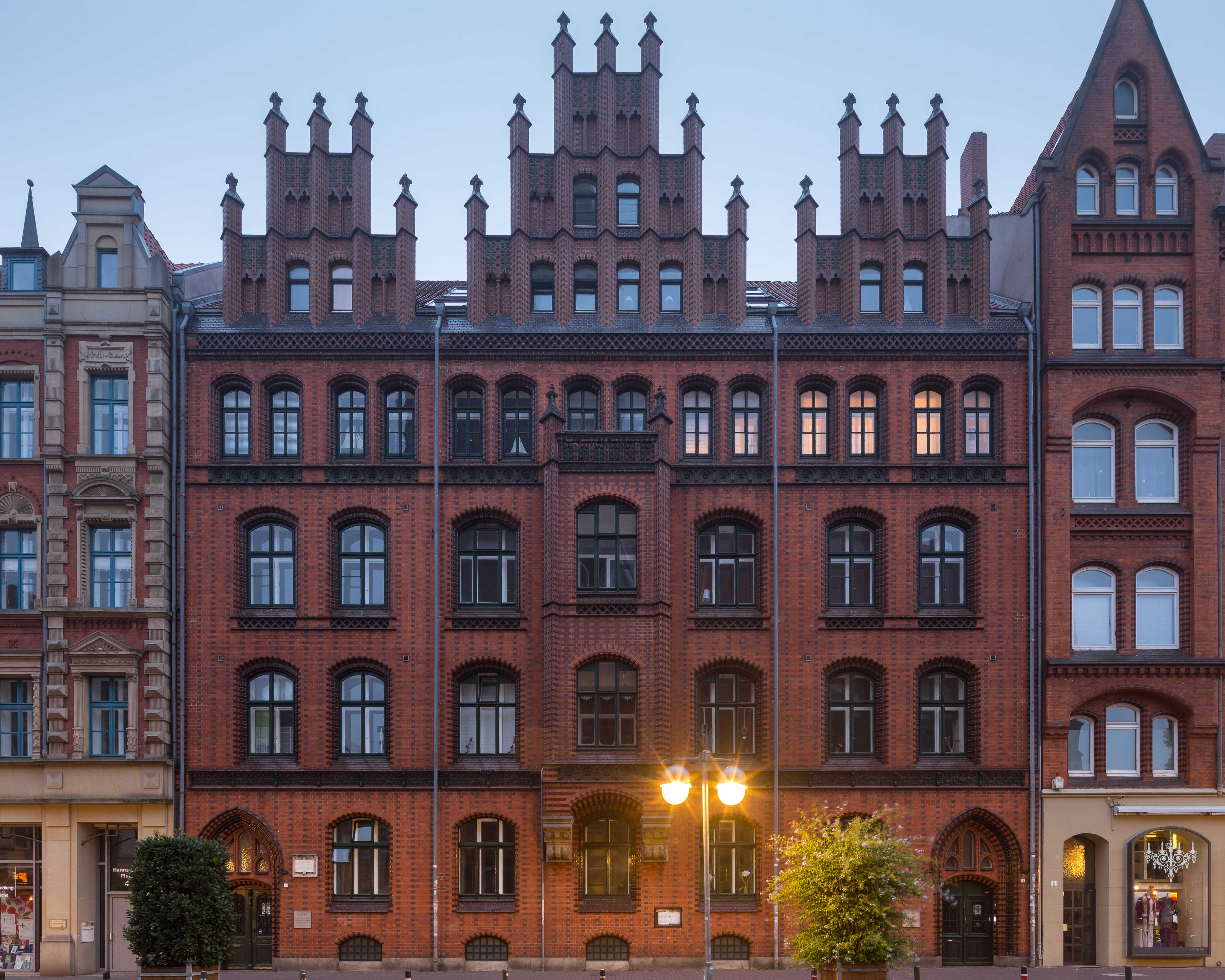
Das Hanns-Lilje-Haus an der Marktkirche war ab 1957 Wirkungsstätte der Kirchenmusikschule Hannover;
hier als spätere Abendaufnahme im September 2015

Die Bildungseinrichtung wurde 1945 gegründet und von der Evangelisch-lutherischen Landeskirche Hannovers unterhalten.
Zum 1. April 1955 übernahm Karl Ferdinand Müller als Direktor die Leitung der Kirchenmusikschule, sein Stellvertreter als Kirchenmusikdirektor (KMD) wurde Werner Immelmann. Als Nachfolgerin des Landeskirchenamts Hannover war die Kirchenmusikschule ab 1957 „in unmittelbarer Nähe zur Marktkirche“ im Hanns-Lilje-Haus untergebracht. Das dann als Aus- und Fortbildungsstätte für Kirchenmusiker genutzte Gebäude diente zeitgleich auch als Studentenwohnheim.
Zum Bestand der Kirchenmusikschule Hannover zählte unter anderem historisches Liedgut, beispielsweise eine Sammlung evangelischer Choräle des Komponisten und Musikdirektors Johann Balthasar König aus der ersten Hälfte des 18. Jahrhunderts, die später für den Buchhandel als Nachdruck erschienen.
Auch nach der Abwicklung der Kirchenmusikschule Hannover im Jahr 1973 und auch noch nach der Einweihung des Hanns-Lilje-Hauses als Tagungshaus am 12. April 1991 durch den seinerzeitigen Landesbischof Horst Hirschler war die Einrichtung anfangs noch stark auf den Bereich der Kirchenmusik fokussiert, bevor sie auch für weitere Zielgruppen geöffnet wurde.

## Persönlichkeiten (Auswahl)

### Dozenten
- 1945–1946: Fred Hamel als Lehrer für Musikgeschichte
- 1947–1961: Heinrich Sievers als Lehrer für Musikgeschichte[7]
- ab 1955 oder 1956:
  - Astrid Schmidt-Neuhaus für Klavier[2]
  - Karl Hoy für Trompete[2]
  - Kurt Neumeister vom Opernhausorchester Hannover für Posaune[2]
  - Ferdinand Conrad für Blockflöte[2]
  - Artur Schulweyer für Rhythmik[2]

### Schüler
- 1946 – 1950: Hans-Jürgen Lange[8]

## Archivalien
Archivalien zur Kirchenmusikschule Hannover finden sich beispielsweise
- im Landeskirchlichen Archiv Hannover, für die Laufzeit von 1945 bis 1973 unter der Archivsignatur E 43 und E 43 a.